# Лоури, Кайл
Кайл Лоури (англ. Kyle Lowry; род. 25 марта 1986 года в Филадельфии, штат Пенсильвания, США) — американский профессиональный баскетболист, который выступает за клуб Национальной баскетбольной ассоциации «Филадельфия Севенти Сиксерс». Играет на позиции разыгрывающего защитника. Был выбран на драфте НБА 2006 года в первом раунде под общим 24-м номером клубом «Мемфис Гриззлис».

## Карьера в НБА
Лоури был выбран на драфте НБА 2006 года в первом раунде под общим 24-м номером клубом «Мемфис Гриззлис». В первой игре дебютного сезона против «Нью-Йорк Никс» Лоури провел на площадке 28 минут, набрал 6 очков, 10 подборов, 3 передачи, 2 перехвата и 1 блок-шот. Однако сезон для него закончился очень быстро: в десятой игре сезона Лоури получил травму запястья на «Квикен Лоэнс-арена», домашней арене «Кливленд Кавальерс». В своем первом сезоне игрок набирал 5,6 очков, 3,1 подбора и 3,2 передачи в среднем за игру. 7 декабря 2007 Лоури набрал 14 очков, 9 подборов и 9 передач за 50 сыгранных минут в матче против «Нью-Орлеан Хорнетс», завершившийся поражением «Мемфиса» в овертайме 116-118. 19 февраля 2009 года Лоури оказался в «Хьюстоне» в результате многостороннего обмена между «Мемфисом», «Хьюстоном» и «Орландо».
После окончания сезона 2009/2010 Лоури стал ограниченно свободным агентом. 14 июля 2010 он принял предложение «Кливленда» на 4 года и 23 млн $. Неделю спустя «Рокетс» повторили это предложение.
3 декабря 2010 Лоури набрал 28 очков и 12 передач в игре с «Мемфисом», закончившейся победой «Хьюстона» 127-116. 7 декабря 2010 он опять набрал рекордные для себя 12 передач, но прибавил к этому 6 перехватов (что стало лучшим результатом в карьере игрока) в матче против «Детройт Пистонс». 17 декабря 2010 Лоури установил новый личный рекорд, набрав 18 передач, добавив к этому 17 очков и 5 перехватов.
16 февраля перед перерывом на матч всех звёзд НБА Лоури установил личный рекорд результативности, набрав 38 очков в проигранном матче против команды из его родного города. 20 марта 2011 игрок сделал первый в карьере трипл-дабл, набрав 28 очков, 11 подборов и 10 передач. В это же время Лоури был назван лучшим игроком недели в западной конференции.

### Торонто Рэпторс (2012—2021)
11 июля 2012 года Кайл был обменян в «Торонто Рэпторс» на Гэри Форбса и будущий драфт-пик первого раунда. Лоури набирал в среднем более 23 очков и семь передач в первых трех играх сезона, но получил травму во время четвёртой игры команды, проиграв « Оклахома-Сити Тандер» 6 ноября 2012 года.
Сезон 2013-14 «Рэпторс» закончила с лучшим для франшизы результатом 48-34, заняв третье место в Восточной конференции и первое место в Атлантическом дивизионе во второй раз в истории франшизы. Они вышли в плей-офф впервые с 2008 года, но проиграли в первом раунде «Бруклин Нетс». Несмотря на разочаровывающий конец сезона, Лоури набирал в среднем 17,9 очков, 7,4 передач и 4,7 подборов в течение регулярного сезона и 21,1 очко, 4,7 передач и 4,7 подбора во время плей-офф.
В межсезонье Лоури стал одним из самых желанных свободных агентов НБА, вызвав интерес у «Майами Хит», «Хьюстон Рокетс» и других команд. 10 июля 2014 года он вновь подписал контракт с «Рэпторс» на четыре года и 48 миллионов долларов.
«Рэпторс» и Лоури продолжили свою сильную игру в следующем сезоне, и команда снова заняла первое место в Восточной конференции. 7 ноября 2014 года Лоури стал абсолютным лидером команды по трипл-даблам, набрав 13 очков, 10 передач и 11 подборов в победе, одержав поюеду над «Вашингтон Уизардс». Это был шестой трипл-дабл Лоури в карьере и его четвёртый в качестве игрока «Рэпторс», он обогнал Дэймона Стадемайра, у которого был предыдущий рекорд франшизы — три. 3 декабря он набрал максимальные за карьеру 39 очков при 13 из 22 бросков в победном матче с «Ютой Джаз». 5 января 2015 года Лоури был назван игроком месяца Восточной конференции за декабрь 2014 года, став вторым игроком из «Рэпторс» (после Криса Боша), получившим это признание. 22 января 2015 года Лоури впервые стал участником Матча всех звезд и вышел в стартовом составе Восточной конференции в Матче всех звезд НБА 2015 года. Он стал третьим игроком «Рэпторс», выбранным в стартовом составе, после Винса Картера и Боша. 5 февраля 2015 года НБА объявила, что Лоури также примет участие в конкурсе умений НБА 2015 в рамках Звездного уикенда НБА. Лоури завершил Матч всех звезд с 10 очками, восемью командными передачами, тремя подборами и четырьмя перехватами, проиграв Западу, выполнив свой первый игровой данк с 2009 года.
16 марта 2015 года Лоури сделал свой седьмой в карьере трипл-дабл с 20 очками, 11 подборами и 10 передачами в победном матче над «Индиана Пэйсерс» со счетом 117-98. 18 января 2016 года Лоури установил свой карьерный рекорд по количеству трехочковых бросков в игре — семь, набрав в общей сложности 31 очко в победном матче над «Бруклин Нетс» со счетом 112:100. 21 января он был включен в стартовый состав команды Восточной конференции на Матче всех звезд НБА 2016 года.

### Майами Хит (2021—2024)
6 августа 2021 года «Майами Хит» приобрели Лоури у «Рэпторс» через сделку формата «сайн-энд-трейд» в обмен на бывшего партнера по команде Горана Драгича и Прешеса Ачиуву. 6 ноября 2021 года Лоури оформил свой первый трипл-дабл за «Хит» и свой 19-й трипл-дабл в карьере в победе над клубом «Юта Джаз», набрав 20 очков, 12 подборов и 10 передач.
Во время плей-офф 2022 года Лоури пропустил несколько игр из-за травмы подколенного сухожилия. 27 мая в 6-й игре финала Восточной конференции Лоури сделал дабл-дабл из 18 очков и 10 передач в победе над «Бостон Селтикс».

### Филадельфия Севенти Сиксерс (2024—настоящее время)
13 февраля 2024 года Лоури подписал контракт с «Филадельфией Севенти Сиксерс». 22 февраля Лоури дебютировал в составе «Сиксерс», набрав 11 очков, пять передач и четыре подбора в матче против «Нью-Йорк Никс».
12 июля 2024 года Лоури согласовал с «Сиксерс» продление контракта на сезон 2024/25.
7 июля 2025 года Лоури согласовал новый однолетний контракт с «Сиксерс».

## Статистика

### Статистика в НБА
| Сезон                                                                                    | Команда     | Регулярный сезон | Регулярный сезон | Регулярный сезон | Регулярный сезон | Регулярный сезон | Регулярный сезон | Регулярный сезон | Регулярный сезон | Регулярный сезон | Регулярный сезон | Регулярный сезон | Серия плей-офф | Серия плей-офф | Серия плей-офф | Серия плей-офф | Серия плей-офф | Серия плей-офф | Серия плей-офф | Серия плей-офф | Серия плей-офф | Серия плей-офф | Серия плей-офф |
| Сезон                                                                                    | Команда     | GP               | GS               | MPG              | FG%              | 3P%              | FT%              | RPG              | APG              | SPG              | BPG              | PPG              | GP             | GS             | MPG            | FG%            | 3P%            | FT%            | RPG            | APG            | SPG            | BPG            | PPG            |
| ---------------------------------------------------------------------------------------- | ----------- | ---------------- | ---------------- | ---------------- | ---------------- | ---------------- | ---------------- | ---------------- | ---------------- | ---------------- | ---------------- | ---------------- | -------------- | -------------- | -------------- | -------------- | -------------- | -------------- | -------------- | -------------- | -------------- | -------------- | -------------- |
| 2006/07                                                                                  | Мемфис      | 10               | 0                | 17,5             | 36,8             | 37,5             | 89,3             | 3,1              | 3,2              | 1,4              | 0,1              | 5,6              | Не участвовал  | Не участвовал  | Не участвовал  | Не участвовал  | Не участвовал  | Не участвовал  | Не участвовал  | Не участвовал  | Не участвовал  | Не участвовал  | Не участвовал  |
| 2007/08                                                                                  | Мемфис      | 82               | 9                | 25,5             | 43,2             | 25,7             | 69,8             | 3,0              | 3,6              | 1,1              | 0,3              | 9,6              | Не участвовал  | Не участвовал  | Не участвовал  | Не участвовал  | Не участвовал  | Не участвовал  | Не участвовал  | Не участвовал  | Не участвовал  | Не участвовал  | Не участвовал  |
| 2008/09                                                                                  | Мемфис      | 49               | 21               | 21,9             | 41,2             | 24,6             | 80,1             | 2,3              | 3,6              | 1,0              | 0,2              | 7,6              | Не участвовал  | Не участвовал  | Не участвовал  | Не участвовал  | Не участвовал  | Не участвовал  | Не участвовал  | Не участвовал  | Не участвовал  | Не участвовал  | Не участвовал  |
| 2008/09                                                                                  | Хьюстон     | 28               | 0                | 21,7             | 47,5             | 27,6             | 80,0             | 2,8              | 3,5              | 0,8              | 0,3              | 7,6              | 13             | 0              | 19,5           | 33,3           | 25,0           | 74,2           | 2,9            | 2,5            | 0,9            | 0,1            | 5,3            |
| 2009/10                                                                                  | Хьюстон     | 68               | 0                | 24,3             | 39,7             | 27,2             | 82,7             | 3,6              | 4,5              | 0,9              | 0,1              | 9,1              | Не участвовал  | Не участвовал  | Не участвовал  | Не участвовал  | Не участвовал  | Не участвовал  | Не участвовал  | Не участвовал  | Не участвовал  | Не участвовал  | Не участвовал  |
| 2010/11                                                                                  | Хьюстон     | 75               | 71               | 34,2             | 42,6             | 37,6             | 76,5             | 4,1              | 6,7              | 1,4              | 0,3              | 13,5             | Не участвовал  | Не участвовал  | Не участвовал  | Не участвовал  | Не участвовал  | Не участвовал  | Не участвовал  | Не участвовал  | Не участвовал  | Не участвовал  | Не участвовал  |
| 2011/12                                                                                  | Хьюстон     | 47               | 38               | 32,1             | 40,9             | 37,4             | 86,4             | 4,5              | 6,6              | 1,6              | 0,3              | 14,3             | Не участвовал  | Не участвовал  | Не участвовал  | Не участвовал  | Не участвовал  | Не участвовал  | Не участвовал  | Не участвовал  | Не участвовал  | Не участвовал  | Не участвовал  |
| 2012/13                                                                                  | Торонто     | 68               | 52               | 29,7             | 40,1             | 36,2             | 79,5             | 4,7              | 6,4              | 1,4              | 0,4              | 11,6             | Не участвовал  | Не участвовал  | Не участвовал  | Не участвовал  | Не участвовал  | Не участвовал  | Не участвовал  | Не участвовал  | Не участвовал  | Не участвовал  | Не участвовал  |
| 2013/14                                                                                  | Торонто     | 79               | 79               | 36,2             | 42,3             | 38,0             | 81,3             | 4,7              | 7,4              | 1,5              | 0,2              | 17,9             | 7              | 7              | 38,7           | 40,4           | 39,5           | 87,8           | 4,7            | 4,7            | 0,9            | 0,0            | 21,1           |
| 2014/15                                                                                  | Торонто     | 70               | 70               | 34,5             | 41,2             | 33,8             | 80,8             | 4,7              | 6,8              | 1,6              | 0,2              | 17,8             | 4              | 4              | 32,8           | 31,6           | 21,7           | 72,7           | 5,5            | 4,8            | 1,3            | 0,0            | 12,3           |
| 2015/16                                                                                  | Торонто     | 77               | 77               | 37,0             | 42,7             | 38,8             | 81,1             | 4,7              | 6,4              | 2,1              | 0,4              | 21,2             | 20             | 20             | 38,3           | 39,7           | 30,4           | 75,0           | 4,7            | 6,0            | 1,6            | 0,2            | 19,1           |
| 2016/17                                                                                  | Торонто     | 60               | 60               | 37,4             | 46,4             | 41,2             | 81,9             | 4,8              | 7,0              | 1,5              | 0,3              | 22,4             | 8              | 8              | 37,5           | 46,2           | 34,2           | 81,8           | 3,1            | 5,9            | 1,5            | 0,5            | 15,8           |
| 2017/18                                                                                  | Торонто     | 78               | 78               | 32,2             | 42,7             | 39,9             | 85,4             | 5,6              | 6,9              | 1,1              | 0,2              | 16,2             | 10             | 10             | 36,1           | 50,8           | 44,4           | 81,3           | 4,3            | 8,5            | 1,5            | 0,0            | 17,4           |
| 2018/19                                                                                  | Торонто     | 65               | 65               | 34,0             | 41,1             | 34,7             | 83,0             | 4,8              | 8,7              | 1,4              | 0,5              | 14,2             | 24             | 24             | 37,5           | 44,0           | 35,9           | 80,2           | 4,9            | 6,6            | 1,3            | 0,3            | 15,0           |
| 2019/20                                                                                  | Торонто     | 58               | 58               | 36,2             | 41,6             | 35,2             | 85,7             | 5,0              | 7,5              | 1,4              | 0,4              | 19,4             | 11             | 11             | 37,5           | 41,9           | 31,9           | 80,0           | 6,5            | 5,8            | 1,7            | 0,7            | 17,7           |
| 2020/21                                                                                  | Торонто     | 46               | 46               | 34,8             | 43,6             | 39,6             | 87,5             | 5,4              | 7,3              | 1,0              | 0,3              | 17,2             | Не участвовал  | Не участвовал  | Не участвовал  | Не участвовал  | Не участвовал  | Не участвовал  | Не участвовал  | Не участвовал  | Не участвовал  | Не участвовал  | Не участвовал  |
| 2021/22                                                                                  | Майами      | 63               | 63               | 33,9             | 44,0             | 37,7             | 85,1             | 4,5              | 7,5              | 1,1              | 0,3              | 13,4             | 10             | 10             | 29,5           | 29,1           | 24,1           | 78,9           | 3,6            | 4,7            | 1,2            | 0,7            | 7,8            |
| 2022/23                                                                                  | Майами      | 55               | 44               | 31,2             | 40,4             | 34,5             | 85,9             | 4,1              | 5,1              | 1,0              | 0,4              | 11,2             | 23             | 1              | 26,0           | 42,5           | 37,5           | 93,9           | 3,5            | 4,4            | 1,0            | 0,6            | 9,2            |
| 2023/24                                                                                  | Майами      | 37               | 35               | 28,0             | 42,6             | 38,5             | 83,3             | 3,5              | 4,0              | 1,1              | 0,4              | 8,2              | Не участвовал  | Не участвовал  | Не участвовал  | Не участвовал  | Не участвовал  | Не участвовал  | Не участвовал  | Не участвовал  | Не участвовал  | Не участвовал  | Не участвовал  |
| 2023/24                                                                                  | Филадельфия | 23               | 20               | 28,4             | 44,4             | 40,4             | 84,8             | 2,8              | 4,6              | 0,9              | 0,3              | 8,0              | 6              | 6              | 29,2           | 34,4           | 33,3           | 80,0           | 3,5            | 4,0            | 1,0            | 0,7            | 7,0            |
| 2024/25                                                                                  | Филадельфия | 35               | 12               | 18,8             | 35,0             | 33,0             | 81,8             | 1,9              | 2,7              | 0,9              | 0,3              | 3,9              | Не участвовал  | Не участвовал  | Не участвовал  | Не участвовал  | Не участвовал  | Не участвовал  | Не участвовал  | Не участвовал  | Не участвовал  | Не участвовал  | Не участвовал  |
|                                                                                          | Всего       | 1173             | 898              | 31,3             | 42,3             | 36,8             | 81,5             | 4,2              | 6,1              | 1,3              | 0,3              | 13,9             | 136            | 101            | 32,8           | 41,1           | 33,8           | 80,3           | 4,3            | 5,4            | 1,3            | 0,4            | 13,5           |
| Наведите курсор мыши на аббревиатуры в заголовке таблицы, чтобы прочесть их расшифровку. |             |                  |                  |                  |                  |                  |                  |                  |                  |                  |                  |                  |                |                |                |                |                |                |                |                |                |                |                |

### Статистика в NCAA
| Сезон | Команда   | Conf     | Class | GP | GS | MPG  | FG%  | 3P%  | FT%  | RPG | APG | SPG | BPG | PPG  |
| --- | --------- | -------- | ----- | -- | -- | ---- | ---- | ---- | ---- | --- | --- | --- | --- | ---- |
| 2004/05 | Вилланова | Big East | FR    | 24 | 3  | 23,2 | 42,1 | 22,7 | 63,5 | 3,2 | 2,0 | 1,3 | 0,2 | 7,5  |
| 2005/06 | Вилланова | Big East | SO    | 33 | 31 | 29,3 | 46,6 | 44,4 | 78,6 | 4,3 | 3,7 | 2,3 | 0,2 | 11,0 |
| Всего | Всего     | Всего    | Всего | 57 | 34 | 26,7 | 44,9 | 32,5 | 73,7 | 3,8 | 3,0 | 1,9 | 0,2 | 9,5  |
| Наведите курсор мыши на аббревиатуры в заголовке таблицы, чтобы прочесть их расшифровку Статистика приведена с сайта sports-reference.com |           |          |       |    |    |      |      |      |      |     |     |     |     |      |